# Прокопчиць Євстахій
Євста́хій Проко́пчиць (Прокопчич; псевдонім Колосович та інші; 1806 — 1 або 2 жовтня 1856, Тернопіль) — український вчений-філолог, громадсько-політичний діяч і педагог. Перший директор Тернопільської вищої класичної гімназії.

## Життєпис
Народився 1806 року. Закінчив богословський факультет Львівського університету (за іншими даними — греко-католицьку духовну семінарію у Львові).
У 1837 р. — викладач гімназії в Бохні, з 1838 р. — учитель Станиславівської цісарсько-королівської, у 1849 — Львівської академічної (української), у 1850—1856 — Тернопільської вищої гімназій (тоді німецькомовної). Займався дослідженнями в ділянці класичної філології, зокрема вивчав вплив грецької мови на українську. Автор публікацій з цих питань у галицькій періодичній пресі.
У 1848—1849 — співзасновник і голова Станиславівської Руської Ради, посол до австрійського Райхстагу у Відні.
У 1849—1850 — заступник голови Головної Руської Ради, в якій представляв демократичне крило, що прагнуло «йти своїми симпатіями назустріч народній масі та бути речником її потреб» (Іван Франко). Домагався поділу Галичини на дві національні провінції: українську і польську, активізації діяльності місцевих руських рад, запровадження викладення українською мовою в школах Галичини, заснування кафедри української мови й літератури у Львівському університеті, створення української національної гвардії. Автор статей на політичну й історичну тематику в газетах Відня і Праги, вірша «До люду руського», в якому закликав галичан до діла — «будувати руський дім».
Видав німецькою мовою книгу «Руське питання в Галичині» А. Домбчанського (під псевдонімом Й. Колосович), в якій на великому документальному матеріалі спростував польсько-шляхетські фальсифікації історії України й спроби заперечення права галицьких українців на самостійний національний розвиток (1849, друге, виправлене і доповнене видання — 1850).
Сім'я: дружина — Юстина Левицька, принаймні 1 син.
Помер 2 (1 жовтня) 1856 року в Тернополі. Був похований на монастирському цвинтарі біля Церкви Успення в Тернополі, який зруйнувала більшовицька влада разом з храмом.

## Зауваги
1. ↑  Також її називають Першою Тернопільською, чи Тернопільською державною.